# 컴벌랜드군 (뉴욕주)

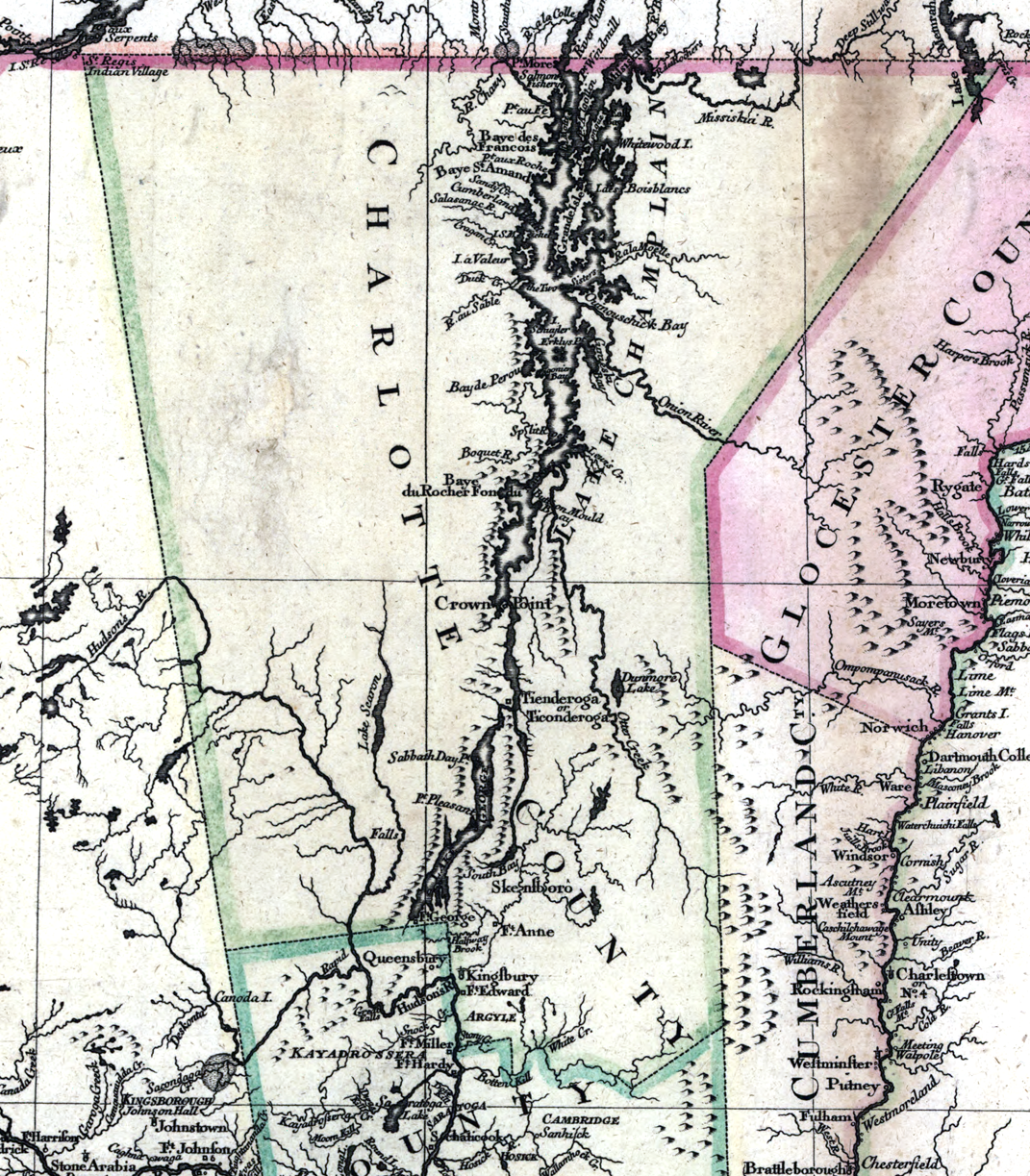

컴벌랜드군 또는 컴벌랜드 카운티(Cumberland County)는 미국 뉴욕주에 위치한 과거의 군이다. 현재는 버몬트주의 일부가 되었다. 1766년 뉴욕의 올버니 카운티에서 분리되었으나 결국 1777년에 버몬트의 일부가 되었다. 당시 버몬트는 버몬트 공화국으로 자칭하고 있었고 1791년까지 연방에 가입되지 않았다.

## 같이 보기
- 버몬트주의 군 목록